# صد و یک شب (فیلم)
صد و یک شب (فرانسوی: Les cent et une nuits de Simon Cinéma‎) یک فیلم کمدی تاریخی به کارگردانی آنیس واردا است که در سال ۱۹۹۵ منتشر شد. این فیلم با نگاهی آرام به ۱۰۰ سال سینمای تجاری، فیلم های مورد علاقه فرانسه، آلمان، ایتالیا، ژاپن و ایالات متحده را با دید و صدا جشن می گیرد. این فیلم توانست در چهل و پنجمین جشنواره بین‌المللی فیلم برلین شرکت کند.

## داستان
با نزدیک شدن به صدمین سالگرد تولدش و از بین رفتن حافظه‌اش، سایمون سینما، کامیل، دانشجوی جوان باهوش سینما را استخدام می‌کند تا به مدت ۱۰۱ روز با او در عمارت منزوی اش در خارج از پاریس دیدار کند و تاریخ سینما را برای او زنده کند. زندگی او در انزوای مجلل خود از نورما دزموند و پیشخدمتش از اریش فون استروهایم الگو می‌گیرد.

## بازیگران
- میشل پیکولی
- مارچلو ماسترویانی
- ژولی گیه
- متیو دومی
- آنوک امه
- فنی اردان
- ژان‌پل بلموندو
- ساندرین بونر
- ژان-کلود برایلی
- پاتریک بروئل
- آلن دلون
- کاترین دنو
- رابرت دنیرو
- ژرار دوپاردیو
- هریسون فورد
- جینا لولوبریجیدا
- ژن مورو
- هانا شیگولا
- سابین آزما
- جین برکین
- استیون درف
- آندریا فریول
- ایزابل آجانی
- ژان-هوگ آنگلاد
- دانیل اوتوی
- ویرنا لیزی
- فرانسیسکو رابال
- ساندرا برنهارد
- لئوناردو دی‌کاپریو
- آریل دومبال
- داریل هاناه
- ژان‌پیر لئو
- امیلی لوید
- مارتین شین
- هری دین استنتون
- کلینت ایستوود
- الیزابت تیلور